# Топинамбур
Топинамбу́р, или топина́мбур, или подсо́лнечник клубнено́сный, или земляна́я гру́ша (лат. Heliánthus tuberósus) — вид многолетних травянистых клубненосных растений рода Подсолнечник семейства Астровые (Asteraceae).
Растение известно также под названием «земляная груша», «иерусалимский артишок», «бараболя».

## Этимология
Название «Топинамбур» происходит от названия бразильских индейцев из племени тупинамба, одновременно с которыми в XVII веке был завезён во Францию (фр. topinambour, порт. topinambur).
Название «иерусалимский» произошло, вероятно, от искажения итальянского названия «girasole» (подсолнечник, также и название топинамбура), трансформировавшегося позднее в «Иерусалим» (Jerusalem).

## Ботаническое описание
Корневая система мощная, глубокая. На подземных побегах (столонах) образует съедобные клубни (белые, жёлтые, фиолетовые, красные), по вкусу похожие на капустную кочерыгу или репу. Клубни в средней полосе России хорошо зимуют в почве.
Стебель прямой, крепкий, прямостоячий, высотой от 40 см до 4 м, наверху ветвящийся, опушённый короткими волосками.
Листья пильчато-зубчатые черешковые, опушённые: нижние — яйцевидные или сердцевидно-яйцевидные, супротивные; верхние — удлинённо-яйцевидные или ланцетные, очерёдные.
Цветки собраны в корзинки диаметром 2—10 см. Срединные трубчатые цветки жёлтые, обоеполые; краевые бесплодные ложноязычковые цветки золотисто-жёлтые, их от десяти до пятнадцати. Цветение в европейской части России в августе — октябре.
Плод — семянка, в европейской части России созревает в сентябре — октябре.

## Распространение и экология
В диком виде растение встречается в Северной Америке, однако природный ареал установить едва ли возможно, поскольку оно издавна использовалось индейцами в пищу.
В Европу топинамбур попал в начале XVI века, сначала во Францию; в Англии известен с начала XVII века. Со второй половины XIX века распространился широко как пищевая и фуражная культура. Ныне топинамбур — один из наиболее распространённых сорняков в Европе. В Швейцарии он включён в надзорный лист (нем. Watch-Liste) инвазионных растений. Европейской и средиземноморской организацией по защите растений (англ. European and Mediterranean Plant Protection Organization) считается потенциально карантинным объектом. Топинамбур натурализовался в Чили, известен как сорное растение в Австралии и Японии. В России топинамбур разводили с начала XIX века, в начале XXI века распространён широко: от северо-запада Европейской части России до Сахалина.
В Северной Америке встречается вдоль дорог, на полях, по залежам и на пустырях, в пределах вторичного ареала — по нарушенным антропогенным местообитаниям: пустырям, обочинам дорог, по краю полей. В Европе и Японии отмечена приуроченность зарослей к долинам рек, в том числе малых. Предпочитает богатые почвы и высокую освещённость, но при этом может расти и на бедных кислых почвах и в полутени.

## Болезни и вредители
В той или иной степени все сорта повреждаются белой гнилью, которая поражает стебли, листья, корни и клубни. Также отмечено поражением серой гнилью, бактериозом клубней, некрозом и ржавчиной листьев. Из вредителей поражается гусеницей совки-гаммы, лугового мотылька, свекловичным клопом, лопуховым долгоносиком. Корни и клубни повреждаются проволочником и ложнопроволочником, личинками майского жука.

## Химический состав и питательная ценность
По химическому составу клубни топинамбура сродни картофелю. По питательности они превосходят многие овощи и в два раза ценнее кормовой свёклы.
Клубни топинамбура содержат до 3 % белка, минеральные соли, растворимый полисахарид инулин (от 16 до 18 %), фруктозу, микроэлементы, 2—4 % азотистых веществ. Довольно богаты витамином B1, содержат витамин C, каротин.
Содержание сахаров в клубнях увеличивается в зависимости от сроков сбора за счёт оттока питательных веществ из стеблей и листьев.

## Значение и применение
Возделывается как ценное кормовое, техническое и продовольственное растение. Ценность представляют клубни топинамбура, которые идут в пищу людям, на корм скоту.
Стебли и листья хорошо силосуются. Зелёную массу собирают в конце сентября или в первой половине октября силосоуборочным комбайном или косилкой с подборщиком. Когда топинамбур используют два—три года только в качестве зелёной массы, сенажа, силоса или муки, стебли срезают дважды — первый раз при высоте растений 80—100 см на 6—10 см выше нижней пары листьев, из пазух которых снова отрастают стебли, а второй — с конца сентября до середины октября в зависимости от климатических условий. Зелёная масса топинамбура — отличная основа для производства комбикорма.

Использование топинамбура популярно в охотничьих хозяйствах, где он является хорошим кормом для зайцев, лосей, оленей и кабанов. Для кабанов площадь топинамбура должна составлять 1—2 га на 30 зверей. Олени и зайцы используют и небольшие посадки топинамбура. Выращивание топинамбура для дичи в виде кормозащитных полос вдоль дорог, просек, опушек является эффективным биотехническим мероприятием.
Клубни топинамбура (по 4—5 кг в день) увеличивают молочную продуктивность свиноматок, коровы заметно прибавляют удои, причём жирность молока повышается. При кормлении кур повышается яйценоскость, нестись они начинают на две—три недели раньше. Топинамбуром кормят также овец, коз и кроликов. Особенно ценен как корм ранней весной.
Клубни употребляются в сыром, варёном, жареном и тушёном виде, из них также готовят салаты, компоты, чай, кофейный и другие напитки. Кроме того, топинамбур можно консервировать и сушить. Жареный топинамбур по вкусу напоминает сладкий жареный картофель. Готовят также топинамбурные чипсы. В отличие от картофеля, выкопанные корневища топинамбура долго не хранятся. Примороженные клубни приобретают сладкий вкус, так как при гидролитическом распаде инулина образуется фруктоза. Из клубней топинамбура промышленно производят порошок топинамбура, клетчатку топинамбура, инулин, (спирт, фруктозу). В США из земляной груши готовят диетический суррогат кофе, аналогичный растворимому цикорию.
Из стеблей можно под прессом получить сладкий сок, годный для патоки.
В пчеловодстве топинамбур используют как позднюю культуру, поддерживающую медосбор.

### Борьба с сорняками
В качестве эффективного метода борьбы с борщевиком предлагается вспашка и дискование зарослей с последующей посадкой клубней топинамбура, либо даже высадка клубней топинамбура в заросли борщевика.

## История культуры
Родина земляной груши — Северная Америка, где она растёт в диком виде и была введена в культуру индейцами до появления там европейцев. Первыми из европейских стран с этим овощем в 1610 году познакомилась Англия, затем Франция, где земляная груша и получила название «топинамбур». Земляная груша оказалась настолько плодовитой, что через 20 лет после своего появления она по доступным ценам продавалась на рынках Англии. В Голландии и Бельгии топинамбур отваривали в вине со сливочным маслом, добиваясь сходства с донышком артишока. В Бельгии он даже назывался «подземным артишоком».
В XVIII веке распространение картофеля резко сократило потребление земляной груши. В 1844 году её начал восхвалять, объявив несправедливо забытою, французский учёный Ж. Б. Буссенго. Топинамбур снова привлёк внимание любителей изысканных кушаний.
В России земляная груша стала культивироваться в XVIII веке. Тогда она была известна больше как целебное растение. Царь Алексей Михайлович приказал опросить знахарей о лечебных свойствах разных растений. После ему сообщили, что настоянной на вине земляной грушей можно лечить сердечные болезни.
В 1930-х годах овощевод А. А. Валягин пропагандировал земляную грушу как весьма урожайную, морозостойкую и неприхотливую культуру. Известно о принятии в те годы в СССР при участии Н. И. Вавилова решения о более широком культивировании топинамбура в колхозах, где подтвердилась его высокая урожайность. Однако попытка его сбора и хранения подобно картофелю (при том, что даже небольшое повреждение клубня приводило к быстрой порче последнего) закончилась большой потерей урожая при хранении после осеннего сбора, что резко отрицательно сказалось на репутации Вавилова, как учёного, в советском правительстве.
В конце 1960-х годов (по результатам начатых в 1966 году опытов и исследований Н. Андреева и Г. Варфоломеева) топинамбур начали высаживать в охотхозяйствах СССР для подкорма диких животных.
Широчайшее распространение в России картофеля, а также неучтённые сложности и особенности хранения урожая топинамбура заставили отложить мечты о последнем как о ценнейшей продовольственной культуре. Топинамбур и по сей день воспринимается как один из самых диковинных овощей.
После распада СССР, с развитием малого и среднего предпринимательства в России, на Украине и в других странах бывшего СССР вновь начали увеличивать посадки топинамбура, в том числе для изготовления ряда лечебных препаратов (например, «Топинамбур», «Долголет» и др.), ценных добавок для пищевой промышленности и т. д.
Топинамбур стали шире применять в городских парках и зонах отдыха как декоративное растение, а также с учётом известного факта повышения плодородия даже самых бедных почв при выращивании на них топинамбура. В городских парках обычно высаживают сорта топинамбура, которые не дают больших клубней и не предназначены в силу этого для пищевого потребления.

## Агротехника
Агротехника топинамбура проста и сходна с агротехникой картофеля.
Топинамбур нетребователен к условиям произрастания, зимостоек, растёт в южной и средней полосе России до широты Санкт-Петербурга. В условиях Центральной России может погибнуть в суровые зимы, хотя в областях с более мягким климатом (например, Псковская область, северные районы Татарстана) растёт устойчиво.
Топинамбур и его гибриды — растения короткого дня, светолюбивые, хорошо переносят временную засуху и считаются весьма выносливыми культурами.
Почвы для топинамбура подходят любые, кроме солончаковых, сильнокислых и переувлажнённых. Но самые лучшие — лёгкие суглинистые и супесчаные почвы с глубоким и окультуренным пахотным слоем и хорошим увлажнением. Растения хорошо отзываются на улучшение почвы перегноем и минеральными удобрениями.
Размножается в основном клубнями — семена на Севере и в средней полосе России не вызревают.
Посадка ранней весной на глубину 6—12 см (осенью — 10—12 см), рядами через 60—70 см и на 40—50 см в рядах. Сажают обычно на специально выделенных участках (выводных клиньях).
Там, где обычно бывает избыток влаги, клубни лучше сажать в заранее приготовленные гребни, а в засушливой полосе — в борозду.
До и после появления всходов рыхлят междурядья, 2—3 раза мотыжат, а в зоне достаточного увлажнения окучивают. На участке многолетнего возделывания лишние растения удаляют и путём пересадки восстанавливают правильные ряды. Затем обрабатывают междурядья, подкармливают.
В севооборот вводить не рекомендуется. Возможна многолетняя культура на одном участке, до 30—40 лет и больше (при ежегодном удобрении его минеральными удобрениями). Очистка площади производится скашиванием поросли и перекопкой на полный штык лопаты в момент, когда старые клубни уже отмерли, а молодые ещё не образовались.
Вредители топинамбура — медведки, проволочники, гусеницы различных совок.

Вышесредние урожаи клубней 40—50 т/га, ботвы — 30 т/га. Клубни осенней уборки очень плохо хранятся. Топинамбур часто выкапывают по мере надобности, так как в земле клубни хранятся лучше, а при снежных зимах они переносят морозы в −40 °C. Надземную часть растения срезают при лёгких заморозках (перед самым снегом), но не всю сразу — к зиме оставляют небольшую часть ствола, чтобы питательные вещества переместились в клубни. Весеннее выкапывание клубней предпочтительнее осеннего, так как витамины в них сохраняются полностью.

### Гибриды и сорта
В мире известно более 300 сортов и гибридов топинамбура. Одни отличаются большим урожаем клубней, другие — зелёной массы (при небольших клубнях), третьи — особой декоративностью и т. д. В России наиболее известны ныне сорта топинамбура «Киевский белый», «Красный», «Веретеновидный», «Патат», «Майкопский», «Белый», «Скороспелка», «Находка», «Волжский 2», «Вадим», «Ленинградский», «Северокавказский», «Интерес».
Промышленно в России возделываются только 2 сорта: «Скороспелка» и «Интерес»:
- «Скороспелка» — скороспелый сорт, дающий урожай клубней уже к концу сентября, что позволяет возделывать его в средней полосе России. Средняя урожайность по клубням 25—30 тонн с гектара, по зелёной массе — 30—35 т/га.
- «Интерес» превосходит по урожайности сорт «Скороспелка» в 1,5—2 раза, однако клубни вызревают только в ноябре. Не вызревает по клубням в средней полосе.

На начало XX века урожай с десятины составлял 400—1300 пудов клубней (средний — 600, наивысший известный — 3750) и 250—800 пудов ботвы.
Путём скрещивания топинамбура с подсолнечником создали новое растение — топинсолнечник. Впервые такое скрещивание было проведено в СССР. На Майкопской опытной станции ВИР Н. М. Пасько вывел сорт топинсолнечника «Восторг» (ЗМ-1-156). Клубни у этого сорта крупные, овальные, с гладкой поверхностью. Урожай клубней достигает 400 центнеров с гектара и более, зелёной массы — 600 ц/га.

## Классификация

### Таксономия[28]
Helianthus tuberosus L., 1753, Sp. Pl. : 905
Вид Подсолнечник клубненосный относится к роду Подсолнечник семейства Астровые (Asteraceae) порядка Астроцветные (Asterales). Кладограмма в соответствии с Системой APG IV:
|  |                                      |  |                                   |                                   |                    |  | ещё 10 семейств | ещё 10 семейств |                           |  |  |  | ещё 68 подтверждённых и 103 в статусе "непроверенных" видов и инфравидовых таксонов |
|  |                                      |  |                                   |                                   |                    |  | ещё 10 семейств | ещё 10 семейств |                           |  |  |  | ещё 68 подтверждённых и 103 в статусе "непроверенных" видов и инфравидовых таксонов |
|  |                                      |  |                                   | порядок Астроцветные              |                    |  |                 |                 | род Подсолнечник          |  |  |  |                                                                                     |
|  |                                      |  |                                   | порядок Астроцветные              |                    |  |                 |                 | род Подсолнечник          |  |  |  |                                                                                     |
|  | отдел Цветковые, или Покрытосеменные |  |                                   |                                   | семейство Астровые |  |                 |                 | Подсолнечник клубненосный |  |  |  |                                                                                     |
|  | отдел Цветковые, или Покрытосеменные |  |                                   |                                   | семейство Астровые |  |                 |                 |                           |  |  |  |                                                                                     |
|  |                                      |  | ещё 63 порядка цветковых растений | ещё 63 порядка цветковых растений |                    |  |                 | ещё 1804 рода   | ещё 1804 рода             |  |  |  |                                                                                     |
|  |                                      |  |                                   | ещё 63 порядка цветковых растений |                    |  |                 |                 | ещё 1804 рода             |  |  |  |                                                                                     |

### Инфравидовые таксоны
все разновидности в статусе непроверенных по состоянию на декабрь 2022 г.
- Helianthus tuberosus var. albus  Cockerell
- Helianthus tuberosus var. alexandri  Cockerell
- Helianthus tuberosus var. fusiformis  Cockerell
- Helianthus tuberosus var. multituberculatus  Cockerell
- Helianthus tuberosus var. nebrascensis  Cockerell
- Helianthus tuberosus var. purpurellus  Cockerell
- Helianthus tuberosus var. purpureus  Cockerell
- Helianthus tuberosus var. tuberosus  Cronquist
- Helianthus tuberosus var. typicus  Cockerell